# 田村泰崇
田村 泰崇（たむら やすたか、1966年10月18日 - ）は、NHKの元チーフアナウンサー。

## 人物
長野県長野高等学校を経て京都大学経済学部卒業後、1991年入局。2023年6月30日をもって退局。

## 過去の担当番組
鳥取放送局時代（1991年度 - 1996年度）
- 鳥取県のニュース・中継・リポート

東京アナウンス室時代（1度目）（1997年度）
- プライムタイムニュース 1997.4 - 1998.3（衛星第1テレビ）
- 野村正育が番組離任挨拶で後任は東京アナウンス室で最も若手の田村泰崇アナが担当すると紹介した。

神戸放送局時代（1998年度 - 2002年度）
- 兵庫県の中継等

名古屋放送局時代（2003年度 - 2005年度）
- ナビゲーション（2003.4 - 2006.3）

東京アナウンス室時代（2度目）（2006年度 - 2008年度）
- NHKニュースおはよう日本（まちかど情報室、2006.4 - 2009.3）

長野放送局時代（2009年度 - 2014年6月）
- 長野県のニュースなど
- NHK週刊ニュース（2009年10月3日・2010年9月11日放送分、畠山智之の代理）
- 週刊ニュース深読み（2011年9月17日放送分、井上二郎の代理
- イブニング信州（編集責任者）
- 放送部副部長（アナウンス統括）
- 長野放送局制作番組の編集責任者

東京アナウンス室時代（3度目）（2014年7月 - 2017年6月）
大阪放送局時代（2017年7月 - 2020年6月）
・アナウンス専任部長（アナウンス統括）
・関西のニュースなど
東京アナウンス室時代（4度目）（2020年7月 - 2023年6月）